# Młodzieżowe Indywidualne Mistrzostwa Szwecji na Żużlu 1981
Młodzieżowe Indywidualne Mistrzostwa Szwecji na Żużlu 1981 – cykl turniejów żużlowych, mających wyłonić najlepszych szwedzkich żużlowców w kategorii do 21 lat, w sezonie 1981. Tytuł wywalczył Anders Kling. 

## Finał
- Sztokholm, 12 września 1981

| Msc. | Zawodnik             | Klub        | Pkt   |  |  |
| ---- | -------------------- | ----------- | ----- |  |  |
| 1    | Anders Kling         | Dackarna    | 14    |  |  |
| 2    | Anders Eriksson      | Lejonen     | 13 +3 |  |  |
| 3    | Magnus Jonsson       | Smederna    | 13 +2 |  |  |
| 4    | Kent Rickardsson     | Masarna     | 12    |  |  |
| 5    | Jan Ottosson         | Dackarna    | 9     |  |  |
| 6    | Peder Messing        | Rospiggarna | 9     |  |  |
| 7    | Patric Eriksson      | Eldarna     | 8     |  |  |
| 8    | Kent Björk           | Solkatterna | 8     |  |  |
| 9    | Hakan Andersson      | Indianerna  | 7     |  |  |
| 10   | Mats Olsson          | Ornarna     | 6     |  |  |
| 11   | Mikael Almqvist      | Lejonen     | 5     |  |  |
| 12   | Johan Zackrisson     | Piraterna   | 5     |  |  |
| 13   | Mikael Karlsson      | Dackarna    | 4     |  |  |
| 14   | Mikael Messing       | Rospiggarna | 3     |  |  |
| 15   | Christer Carlsson    | Dackarna    | 3     |  |  |
| 16   | Roger Gustavsson     | Njudungarna | 1     |  |  |
| 17   | rez. Mats Andersson  | Kaparna     | 0     |  |  |
| 18   | rez. Stefan Karlsson | Indianerna  | 0     |  |  |